# Mikuláš Alexander
Mikuláš Alexander nebo rum. Nicolae Alexandru († 16. října 1364, Câmpulung) bylo kníže Valašského knížectví a v posledním roce vlády svého otce Basaraba I. i spoluvládce.
Za jeho vlády nastávala postupná centralizace moci v knížectví. Za své sídlo si vybral město Câmpulung, ve kterém později vybudoval klášter Negru Vodă, kde je podle své poslední vůle pohřben. Po svatbě s druhou manželkou Clarou Dobokay uznal svrchovanost sedmihradského biskupa nad katolíky, žijícími ve Valašském knížectví. V roce 1359 ve městě Curtea de Argeş (podle některých historiků ve městě Câmpulung) založil Uhersko-valašské římskokatolické biskupství, které se později stalo pravoslavným. Mimo jiné osvobodil od platby daní saské obchodníky z Braşova, kteří do Valašska přicházeli.

## Děti
Z prvního manželství:
- Vladislav I. Valašský - vládce Valašského knížectví v letech 1364 - 1377
- Radu I. - vládce Valašského knížectví v letech 1377 - 1383
- Vojislav († 1366)
- Alžběta - manželka Wladislawa Opolczyka

Z druhého manželství:
- Anna - manželka bulharského cara Ivana Sracimira
- Anca - manželka srbského cara Štěpána V.